# Yajnavalkya
Yajnavalkya (em sânscrito:  याज्ञवल्क्य, Yājñavalkya) é um lendário rishi (sábio) da época védica da Índia, sendo um dos mais antigos filósofos da Antiga Índia. Segundo certas fontes teria vivido entre o século I d.C. e o século IV, mas para a maior parte dos investigadores teria vivido no primeiro milénio a.C. No silabário devanagari (do sânscrito) escreve-se याज्ञवल्क्य, que significa provavelmente "encarregado de falar durante os sacrifícios de fogo", sendo yajna: ‘sacrifício de fogo’ e valka ou vaktri: ‘orador’.
Era filho de Devarata e aluno do rishi Vaisampayana. Aparece como figura importante nos Upanixades. É assinalado como autor do Shatapatha-brahmana (que inclui o Brihadaranyaka Upanishad) e do Shukla Yajurveda. Os seus preceitos constituem um dos mais proeminentes ensinamentos acerca do Brâman (o absoluto Deus no hinduísmo). Ele acolhia a participação de mulheres nos estudos védicos, e os textos hindus contêm seus diálogos com duas filósofas, Gargi Vachaknavi e Maitreyi.

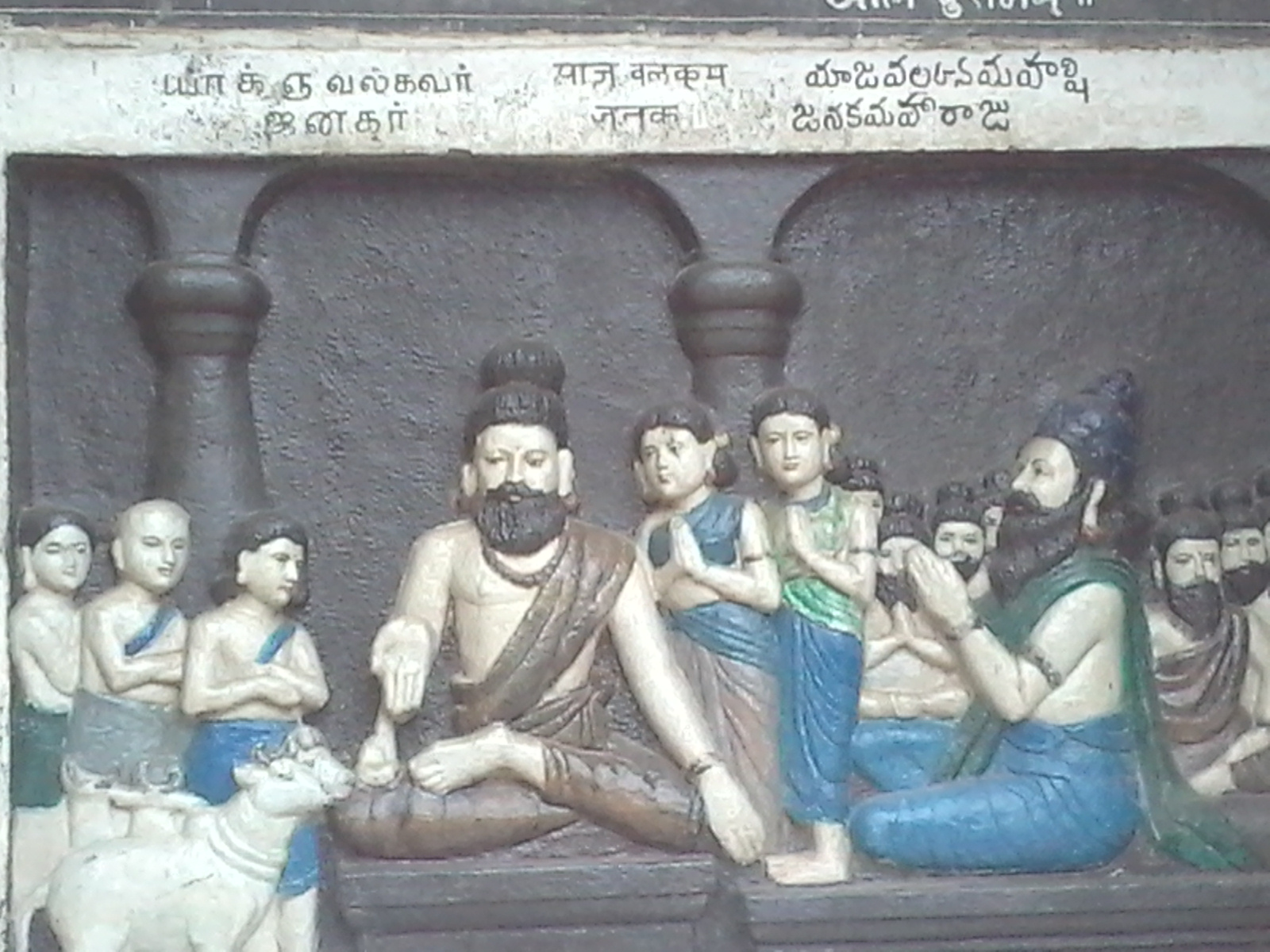
Yajnavalkya a ensinar o rei Janaka.

De acordo com a lenda que ele mesmo contou, um dia seu mestre zangou-se com ele por causa do excessivo orgulho em ser o melhor aluno. O mentor então pediu-lhe que devolvesse todo o conhecimento que tinha adquirido. Assim, Yajnavalkya vomitou frente ao seu mestre. Os companheiros comeram rapidamente o vómito, pois criam que se tratava do conhecimento do jovem. A lenda continua afirmando que os jovens se transformaram em perdizes (taitiri) para comer o vómito, e daí saiu o Taitiría-upanishad.
A partir de então, Yajnavalkya decidiu não ter mais nenhum mestre humano. Por tal motivo, começou a orar e a prestar culto a Surya, o deus do Sol, a fim de obter o conhecimento védico que os seus inimigos não detinham. O deus do Sol teve piedade dele e — tomando a forma de cavalo — entregou-lhe fragmentos do Yajurveda desconhecidos para todos os outros. Yajnavalkya chamou a este conhecimento Shukla-yajur-veda. Também é conhecido como Vajasaneyi samhita, pois Suria emanou o conhecimento através das suas crinas. Em sânscrito, vashi (vaji) significa "cavalo".
Yajnavalkya dividiu este Vajasaneyi samhita em quinze ramas, cada um formado por centenas de iayus mantras (orações para o sacrifício de fogo).